# Horacio B. Oyhanarte

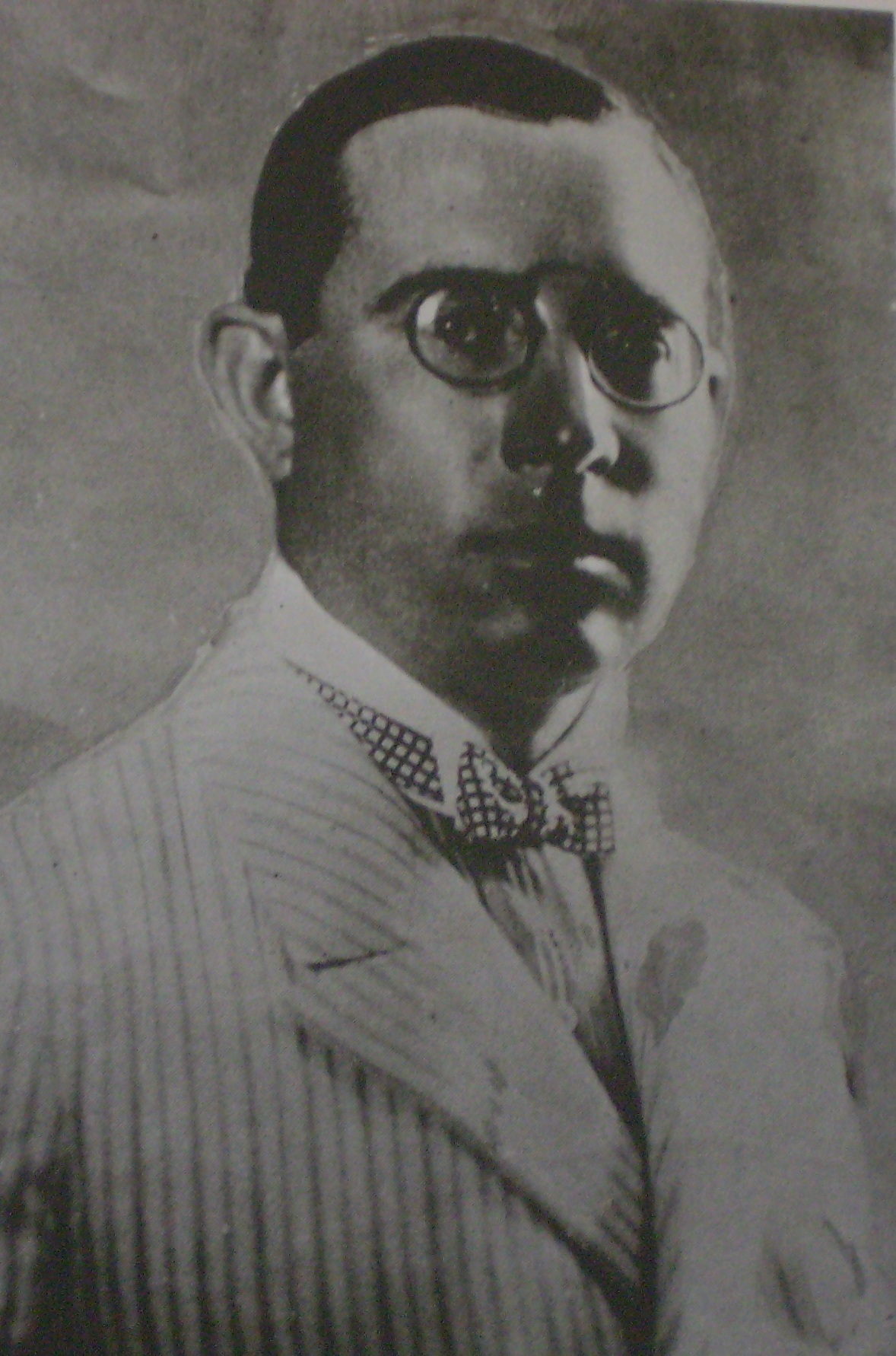
Horacio Bernardo Oyhanarte

Horacio Bernardo Oyhanarte (* 15. März 1885 in Rojas, Provinz Buenos Aires; † 7. November 1946 in Buenos Aires) war ein argentinischer Außenminister und Jurist.

## Leben
Horacio Bernardo Oyhanarte war der Sohn von María Hegoburu und Juan Oyhanarte (* 1861; † 1896). Zu seinen Geschwistern gehörten die Poeten Raúl F. Oyhanarte (* 1892), Rodolfo (* 2. März 1886) sowie Juan Oyhanarte, der von 1924 bis 1933 Generalkonsul in Hamburg war. Vater Juan Oyhanarte war Journalist und gründete die radikale Zeitung La Verdad. Er wurde am 1. März 1896 vor seiner Haustüre erschossen, nachdem er bei einer Demonstration vor dem Gefängnis von Rojas die Freilassung von Inhaftierten der radikalen Partei gefordert hatte. In der Folge übernahm die Mutter die Leitung der Zeitung und die Familie wurde von Hipólito Yrigoyen unterstützt. Oyhanarte nahm an der radikalen Revolution von 1905 teil. 1907 schloss er an der Universidad Nacional de La Plata mit der Arbeit La prueba de presunción y la jurisprudencia argentina sobre la materia (mutmaßliche Beweise und Rechtsprechung zum Thema Argentinien) sein Studium der Rechtswissenschaft ab. Er übte den Beruf des Rechtsanwaltes aus und hatte Mandate in prominenten Fällen. Oyhanarte war ein typischer Vertreter der neuen Mittelklasse, die sich damals in der radikalen Partei organisierte. 1914 wurde er Kongressabgeordneter der Unión Cívica Radical. Er hielt eine beachtete Rede zum Wahlbetrug im Stimmkreis Buenos Aires. 1915 forderte er Alfredo Lorenzo Palacios zu einem Duell, für den sein Nichterscheinen den Ausschluss aus der Sozialistischen Partei zur Folge hatte. Im Präsidentschaftswahlkampf 1916 schrieb er das Buch "El Hombre" über das Leben von Hipolito Yrigoyen, welcher bei dieser Wahl gewählt wurde.
Am 24. und 25. September 1917, während des Ersten Weltkrieges, hielt er im Kongress eine Rede, mit der er die Neutralität Argentiniens zu verteidigen versuchte.

## Außenminister
Von 1928 bis 1930, in der zweiten Amtszeit von Hipólito Yrigoyen, war er Außenminister.
Er schloss mit Edgar Vincent, 1. Viscount D’Abernon einen Vertrag zum Tausch von britischen Eisenbahnfahrzeugen gegen argentinisches Rindfleisch. Er schloss mit der Sowjetunion einen Vertrag über den Erwerb von 250.000 Tonnen Rohöl innerhalb von drei Jahren gegen Leder, Wolle und forstwirtschaftliche Produkte ab. Da mit diesem Vertrag das Kartell der Erdölkonzerne einen Mitbewerber erhielt, trug er zum Putsch am 6. September 1930 gegen Hipólito Yrigoyen bei, nach dem in Argentinien die década infame begann. Oyhanarte brachte Hipólito Yrigoyen in seinem Personenkraftwagen nach Montevideo. Einem Auslieferungsersuchen der Regierung von General José Félix Uriburu wegen Korruption wurde von der uruguayischen Regierung unter Juan Campisteguy nicht entsprochen. Nachdem Hipólito Yrigoyen 1933 in Montevideo gestorben war, kehrte Oyhanarte nach Buenos Aires zurück, wo er umgehend verhaftet wurde. Oyhanarte gab dem Innenminister, Leopoldo Melo, der von der Unión Cívica Radical zur Unión Cívica Radical Antipersonalista gewechselt war, die Zusage, dass er nach der Beerdigung von Hipólito Yrigoyen wieder ins Gefängnis zurückkehren werde. Seinem Wunsch wurde entsprochen und Oyhanarte sagte in seiner Grabrede: Mein Vater ist gestorben. Er verbrachte sechs Monate in Untersuchungshaft in Devoto in Buenos Aires und wurde ohne Klageerhebung auf freien Fuß gesetzt. Er begab sich in den diplomatischen Dienst nach Paris. Von 1940 bis 1942 war er in Vichy. Bei einem Aufenthalt in der Schweiz heiratete er Phykis Oeri, sie hatten zwei Töchter. Er nahm an einer interamerikanischen Konferenz teil und kehrte 1944 nach Argentinien zurück. Dort bot ihm Juan Perón in seinem Wahlbündnis die Kandidatur zur Vizepräsidentschaft an. Das Angebot schlug Oyhanarte aus. Er trat aber auch von seinen Funktionen im Comité Nacional der Unión Cívica Radical im Rahmen von Meinungsverschiedenheiten um die Unión Democrática zurück, einer Fraktion der Unión Cívica Radical, welche das Wahlbündnis gegen Peron unterstützte. Er ist im Pantheon der Helden der Revolution von 1890 begraben, im Friedhof von Recoleta, neben Leandro Alem und Yrigoyen.

## Veröffentlichungen
- El hombre. Hipólito Yrigoyen, apóstol de la democracia. Buenos Aires, 1916.[5]
- Por la patria desde el exilio digo, Montevideo, 1932
- En el taller de Shakespeare, París, 1944

| Vorgänger      | Amt                                                                         | Nachfolger    |
| -------------- | --------------------------------------------------------------------------- | ------------- |
| Angel Gallardo | Liste der Außenminister Argentiniens 12. Oktober 1928 bis 6. September 1930 | Ernesto Bosch |